# Биомеханика (татуировка)
Биомеханика (татуировка) — стиль татуировки, основанный на сочетании органических форм и механических элементов. Визуально создаётся эффект, будто под кожей человека скрываются детали механизмов, шестерни, трубы или кибернетические конструкции, плавно переходящие в мышцы, кости и другие анатомические структуры.

## История и развитие
Биомеханический стиль возник в 1970-х годах под влиянием научной фантастики и работ швейцарского художника Ханс Гигер, который прославился своими иллюстрациями в стиле биомеханики, а также дизайном ксеноморфа в культовом фильме "Чужой (фильм)"(1979)  Его работы вдохновили многих тату-мастеров, и к 1980-м годам биомеханика стала популярным направлением в татуировке.
Одним из первых татуировщиков, развивших этот стиль, был Аарон Кейн (Aaron Cain), а также Гай Эйтчисон (Guy Aitchison), чьи работы оказали значительное влияние на развитие биомеханики и её техники исполнения.

## Особенности стиля
Иллюзия под кожей — создаётся впечатление, что кожа разрывается или разрезается, открывая механические структуры внутри.
Гибрид органики и техники — элементы механики (поршни, провода, трубы) сочетаются с биологическими формами (мышцы, сухожилия, кости).
Глубокая детализация — тщательная проработка текстур и теней для создания реалистичного трёхмерного эффекта.
Отказ от чёткого эскиза — многие мастера используют технику фрихенда (freehand), прорисовывая детали прямо на коже для идеального соответствия анатомии тела.
Часто используется чёрно-серая палитра, но возможны цветные вариации с добавлением кислотных оттенков, создающих эффект сияния.

## Техника исполнения
Биомеханика требует высокого уровня мастерства из-за сложных теневых переходов и иллюзии объёма. Чаще всего мастера используют:
Фрихенд — рисование эскиза непосредственно на теле перед татуировкой.
Техника многослойности — создание глубины за счёт наложения теней и бликов.
Реалистичная детализация — использование контраста и градиентов для максимального сходства с настоящими механическими элементами.

## Популярность и применение
Биомеханика наиболее эффектно смотрится на крупных участках тела, таких как спина, руки, ноги и грудь, поскольку позволяет раскрыть сложные композиции. Чаще всего такие тату выбирают поклонники киберпанка, научной фантастики и тёмной эстетики.

## Известные мастера
Гай Эйтчисон (Guy Aitchison) — один из ведущих мастеров биомеханики и органики, автор книг Organica (Organica) и Reinventing the Tattoo 
Аарон Кейн (Aaron Cain) — пионер направления, известный своими татуировками в стиле техно-биомеханика.
Пол Бут (Paul Booth) — специализируется на мрачной биомеханике в сочетании с хоррор-эстетикой.
Ник Бакстер (Nick Baxter) — мастер биомеханики, известный своими реалистичными и многослойными композициями, сочетающими органические и механические элементы.
Хень Юэ Heng Yue（岳阳新刺客）- его стиль характеризуется точной и детализированной проработкой механических элементов, а также плавным переходом между органическими и техногенными формами.
Степан Негур (Stepan Negur) — российский мастер, работающий в стиле биоорганики и биомеханики.